# Láska na druhý pohled (film, 2009)
Láska na druhý pohled (v anglickém originále Love Happens) je americký dramatický film z roku 2009. Režisérem filmu je Brandon Camp. Hlavní role ve filmu ztvárnili Aaron Eckhart, Jennifer Aniston, Frances Conroy, Martin Sheen a Judy Greer. 

## Obsazení
| Aaron Eckhart      | Burke Ryan     |
| Jennifer Aniston   | Eloise         |
| Frances Conroy     | Eloisina matka |
| Martin Sheen       | Burkeův tchán  |
| Judy Greer         | Marty          |
| Dan Fogler         | Lane Marshall  |
| Joe Anderson       | Tyler          |
| John Carroll Lynch | Walter         |